# Bell 214ST
Il Bell 214ST è un elicottero medio-leggero, bimotore prodotto dall'azienda Bell Helicopter Textron, discende dalla famiglia dei Bell UH-1 Iroquois. Anche se condivide il codice con il Bell 214, ST è molto più grande e ha un aspetto diverso.

## Progettazione e sviluppo
Il Bell 214ST è nato come uno sviluppo militare del Bell 214B, in quanto l'azienda cercava di soddisfare le richieste dell'Iran che aveva commissionato e finanziato il progetto. Il prototipo effettuò il primo volo nel febbraio 1977 in Texas; altri tre prototipi eseguirono il loro primo volo nel 1978.
La rivoluzione iraniana del 1979 cambiò i piani dell'azienda, la produzione venne spostata nel Texas e il velivolo venne inizialmente lanciato come elicottero civile invece che militare. La produzione del Bell 214ST iniziò nel 1981. La variante militare venne comunque prodotta, ma a partire dal 1982.
Rispetto al 214, il 214ST ha modifiche progettuali importanti. Il Bell 214ST ha una fusoliera più grande e più lunga rispetto ai suoi predecessori e il numero massimo di passeggeri può variare da 16 a 18; inoltre l'elicottero ha introdotto alcune innovazioni rivoluzionarie per la Bell, come un'ora di funzionamento della trasmissione a secco e l'utilizzo della fibra di vetro per le pale dei rotori.
Il Bell 214ST è il più grande elicottero costruito dalla Bell. La ST inizialmente era l'acronimo di "Stretched Twin", ma fu poi cambiato in "Super Transporter". Bell ha prodotto circa 100 esemplari di 214ST. La produzione venne interrotta nel 1991, e il Bell 214ST venne sostituito dal Bell 230.

## Utilizzatori

### Civili
Australia
- McDermott Aviation

24 Bell 214ST in servizio al marzo 2025.
 Norvegia
- CHC Helikopter Service

2 Bell 214ST in servizio dal 1976 al 2010.
 Regno Unito
- Bristow Helicopters
- British Caledonian Helicopters

 Stati Uniti
- Erickson

9 Bell 214ST ricevuti a partire dal 2013
- Evergreen Helicopters

5 Bell 214ST consegnati.
- Helicopter Transport Services

4 Bell 214ST consegnati.

### Governativi
Oman
- Royal Oman Police

6 Bell 214ST ricevuti nel 1983-1984 ed in servizio fino al 2007-2008.
 Stati Uniti
- United States Department of State

118 elicotteri della famiglia Huey in servizio al marzo 2019, tra cui figurano anche alcuni Bell 214ST.

### Militari
Brunei
- Tentera Udara Diraja Brunei

1 Bell 2014ST consegnato.
 Iraq
- Al-Quwwat al-Jawwiyya al-'Iraqiyya[1]

 Perù
- Fuerza Aérea del Perú

6 Bell 214ST consegnati a partire dal 1983.
 Thailandia
- Royal Thai Navy

6 Bell 214ST consegnati.
 Venezuela
- Fuerza Aérea Venezolana

3 Bell 214ST in servizio dal 1982 al 2005.

## Galleria d'immagini

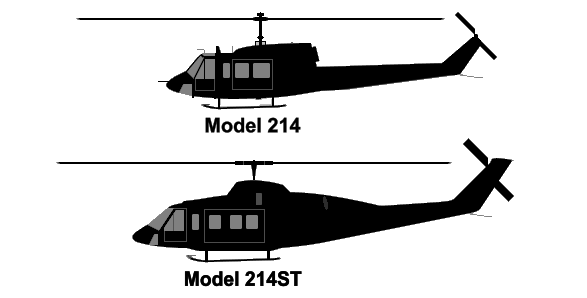
Bell 214 y 214ST
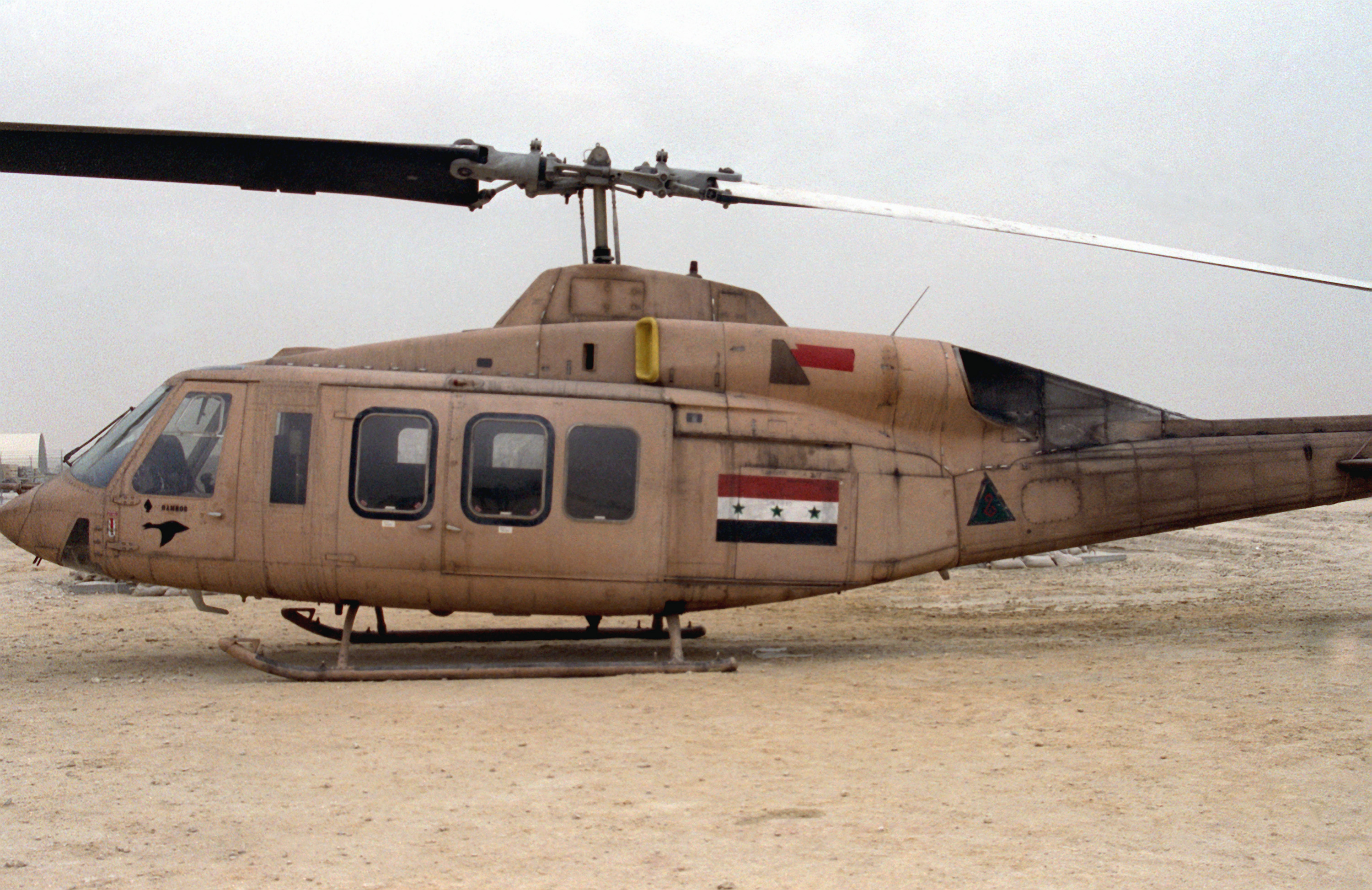
Bell 214ST iracheno, 1991
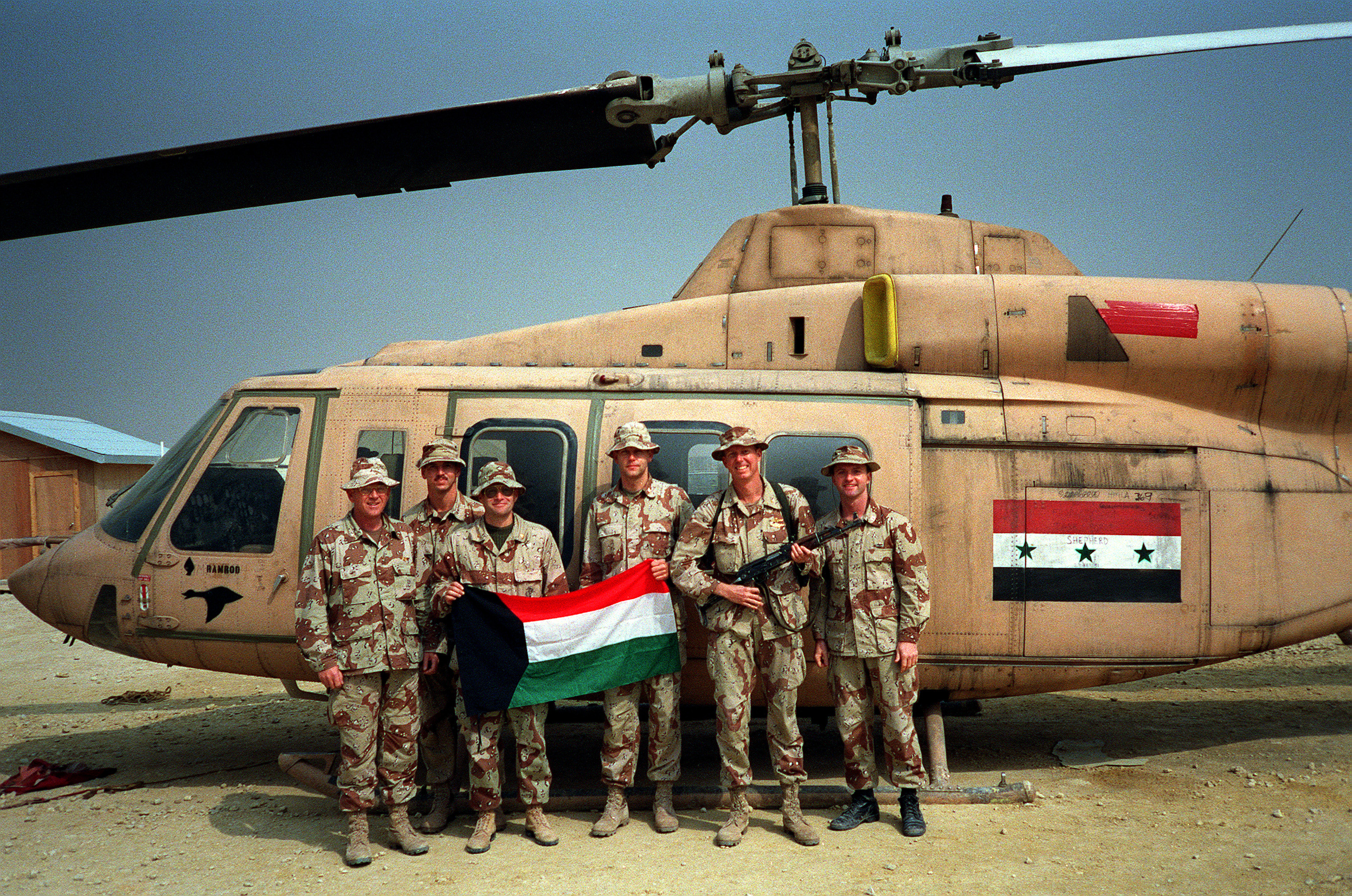
Bell 214ST catturato dei Marines statunitensi durante l'operazione Desert Storm
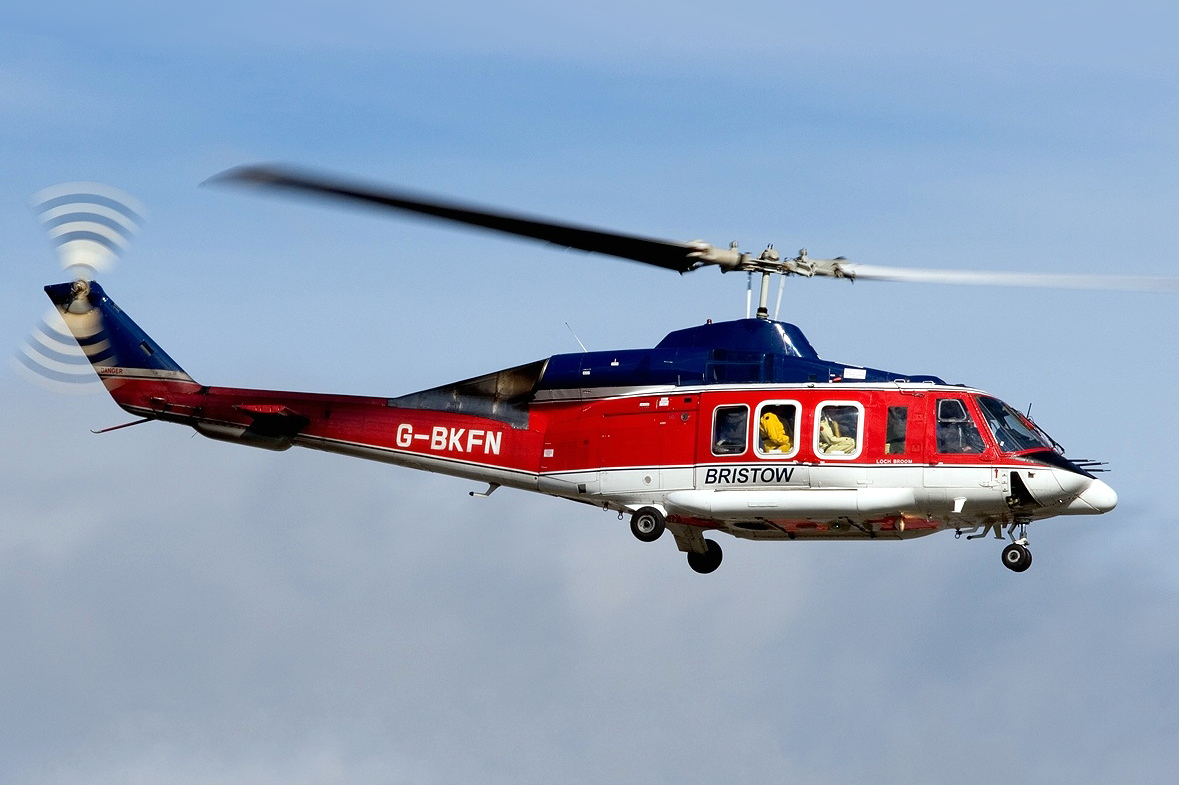
Bell 214ST utilizzato dalla Bristow
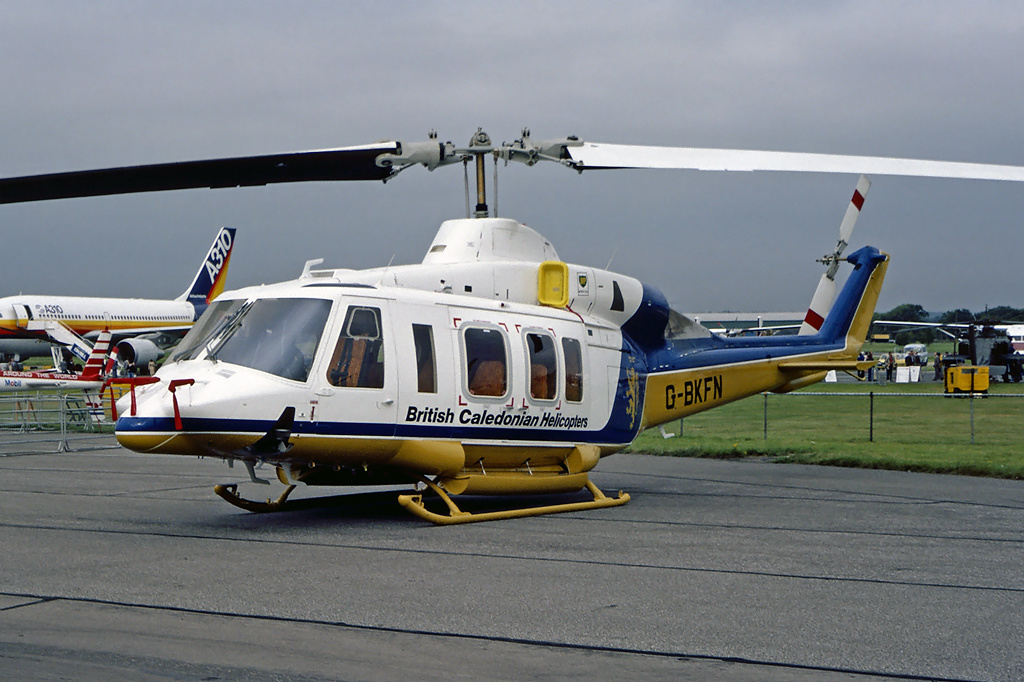
Bell 214ST utilizzato dalla British Caledonian Helicopters